# Cecilia Sandahl
Maria Cecilia Sandahl, född 19 april 1962 i Stockholm,[källa behövs] är en svensk kommunikatör. Hon är kommunikationschef på Akademikerförbundet SSR.

## Biografi
Cecilia Sandahl avlade 1982 examen i litteraturvetenskap, statsvetenskap och idé- och lärdomshistoria vid Lunds universitet.[källa behövs]
Sandahl har arbetat i redaktionsledningen vid studenttidningen Lundagård, som journalist och recensent på tidningen Arbetet, på Sydsvenskan, TV4 Nyheterna och Expressen. Sandahl också har varit presschef på Högskoleverket, Statens institutionsstyrelse (SiS), Vårdförbundet och Sveriges läkarförbund. Sedan 2022 är hon kommunikationschef på fackförbundet Akademikerförbundet SSR.